# Peppino di Capri e i suoi Rockers (1961)
Peppino di Capri e i suoi Rockers è il quarto album di Peppino di Capri.

## Descrizione
Contiene una serie di canzoni di grande successo che il giovane cantante aveva inciso con il suo complesso tra l'autunno del 1960 e la primavera del 1961.
Il disco si apre infatti con I te vurria vasà rielaborazione di un classico napoletano del 1899 che in seguito divenne uno dei maggiori successi del cantante.
Vi sono poi altri brani famosi come Ciento strade (di Alfieri e Boselli), Aprile a Napoli (di Crafer e Nebb), Che vita (dal film Mariti in pericolo) e Per un attimo (dal film Femmine di lusso). La canzone Let me cry era il primo brano in assoluto del cantante pubblicato nel 1958 e stampato già nel primo album dell'artista. Stranamente non è contenuta Il nostro concerto (notevole successo di Umberto Bindi), ma al contrario vi è presente il suo retro Se piangi tu.
In tutte le incisioni Peppino di Capri si accompagna con i Rockers, che compaiono anche nella copertina del disco insieme al cantante su un enorme carro di buoi trainato dallo stesso Peppino.
Quest'album non è mai stato ripubblicato in CD.

## Tracce
LATO A
1. I te vurria vasà (testo di Vincenzo Russo musica di Edoardo Di Capua)
2. Che vita (testo di Mario Cenci; musica di Paolo Lepore)
3. Te voglio stasera (testo e musica di Mario Cenci)
4. Se piangi tu (testo di Paolo Lepore e Giovanni Martelli; musica di Luigi Naddeo)
5. Stanotte nun durmì (testo di Sandro Tuminelli; musica di Gino Mazzocchi)
6. Let me cry (testo e musica di Mario Cenci)
7. Peppino (testo e musica originali di Hiketick, Callebaut e Kodo; testo italiano di Mario Cenci)

LATO B
1. Notte di luna calante (testo e musica di Domenico Modugno)
2. No, nun dì ca me vuo bbene (testo di Umberto Boselli; musica di Rodolfo Mattozzi)
3. Tu sei l'orizzonte (testo di Alberto Testa; musica di Corrado Lojacono)
4. Ciento strade (testo di Umberto Boselli; musica di Edoardo Alfieri)
5. Per un attimo (testo di Paolo Lepore e Luigi Naddeo; musica di Gino Mazzocchi)
6. Nun m'aspettà chesta sera (testo di Mario Cenci e Gino Mazzocchi; musica di Giuseppe Faiella)
7. Aprile a Napoli (testo di Art Crafer; musica di Jimmy Nebb; testo italiano di Mario Cenci)

## Formazione
- Peppino di Capri: voce, pianoforte
- Ettore Falconieri: batteria
- Mario Cenci: chitarra elettrica, cori
- Pino Amenta: contrabbasso, cori
- Gabriele Varano: sax, cori